# (18285) Vladplatonov
(18285) Vladplatonov es un asteroide perteneciente al cinturón de asteroides, descubierto el 14 de abril de 1972 por la astrónoma soviética Liudmila Chernyj desde el Observatorio Astrofísico de Crimea (República de Crimea).

## Designación y nombre
Designado provisionalmente como 1972 GJ. Fue nombrado Vladplatonov en honor al periodista y director de cine ruso Vladímir Petróvich Platónov.